# Aurel Sîrbu
Aurel Sîrbu (Cluj-Napoca, 25 de enero de 1971) es un deportista rumano que compitió en halterofilia. Ganó una medalla de bronce en el Campeonato Europeo de Halterofilia de 1992, en la categoría de 56 kg.

## Palmarés internacional
| Campeonato Europeo | Campeonato Europeo  | Campeonato Europeo | Campeonato Europeo |
| Año                | Lugar               | Medalla            | Categoría          |
| ------------------ | ------------------- | ------------------ | ------------------ |
| 1992               | Szekszárd (Hungría) | Medalla de bronce  | 56 kg              |